# Мамутони

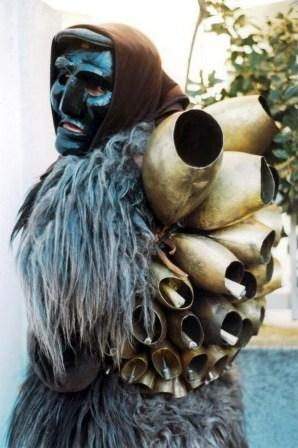
Мамутон з Мамояди

Мамутони разом з Ісохадорами є типовими масками карнавалу Мамояди на Сардинії. Дві фігури відрізняються одягом і способом пересування навколо процесії: мамутони йдуть втомлено і мовчки, а Ісохадори одягаються в барвистий манері і надають рух процесії.

## Історія
Походження мамутонів досі залишається суперечливим. Згідно з дослідженням Марчелло Мадау, археолога Академії образотворчого мистецтва Сасарі, бракує письмових джерел, які свідчать про наявність мамутонів у давні часи. Вагнер про це не згадує. Однак, згідно з тим же дослідженням, усні свідчення підтверджують, що мамутони ходили на парад ще в 19 столітті. Натомість деякі стверджують, що обряд сягає нурагічної епохи, як жест шанування тварин, щоб захистити себе від злих духів або умилостивити врожай. Серед висунутих гіпотез походження зображення є також святкування перемоги пастухів Барбагії над захопленими в полон сарацинськими загарбниками і веденими процесією, або тотемічний обряд підкорення вола, або навіть ритуальна процесія. виготовлені нурагами на честь деяких землеробських і скотарських божеств. Деякі вчені підтримують зв'язок з діонісійськими обрядами, інші заперечують цей зв'язок і натомість включають його до числа обрядів, що знаменують перехід пір року.

## Маски

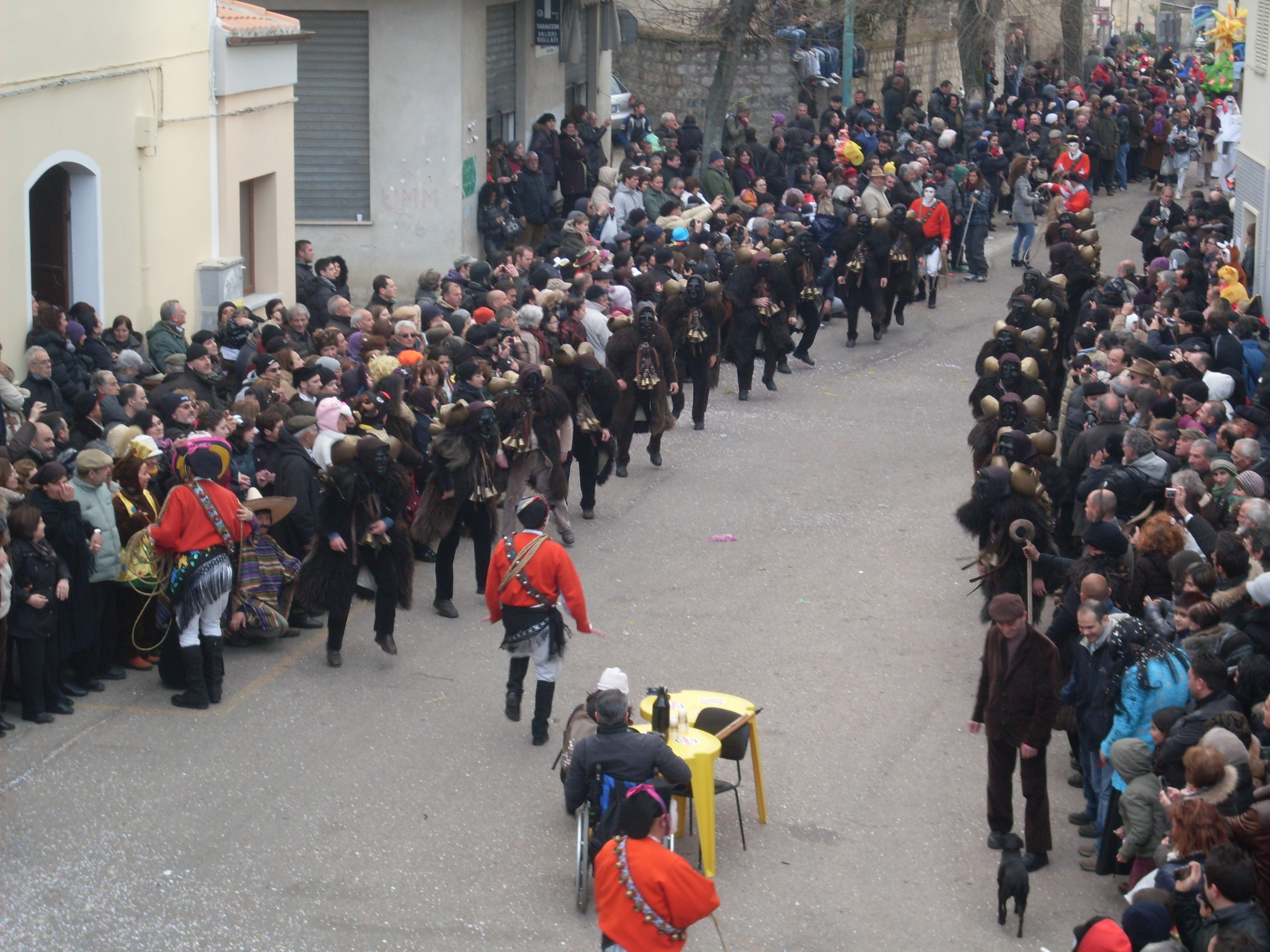
Парад mamuthons та issohadores на карнавалі

Маска для обличчя мамутона чорного кольору, дерев'яна, а у ізохадора біла. Він закріплений на обличчі шкіряними ремінцями та оточений хусткою в жіночому стилі. Тіло мамутона вкрите чорною овчиною, а на спині розміщено серію дзвіночків. Ісохадор, з іншого боку, носить капелюх, який називається кепкою, білу маску, червоний ліф, сорочку і білі штани, бандоль з бронзових дзвіночків, шаль, гетри, шкіряні чоботи і, нарешті, мотузка.
Маски виготовляються з різних порід деревини, які згодом чорніють. Крім інжиру використовуються вільха і в'яз; деякі містять каштан або волоський горіх, а в стародавні часи їх виготовляли з дикої груші.

## Карнавал Мамоядіно
Парад триває з дня до пізнього вечора; Протягом дня учасники обмежуються їжею та питтям, оскільки виконання вимагає зусиль, а пояси дзвіночків стискають грудну клітку, обмежуючи її розгинання і, як наслідок, дихання.
Поведінка мамутонів та ісохадорів не стільки нагадує веселий карнавал, скільки урочисту, витриману й упорядковану процесію, церемонію, що нагадує релігійну процесію.
Ритмічний крок просування та трясіння коров'ячих дзвіночків нагадує танець, «танцювальну процесію», за визначенням етнолога Рафаелло Марчі, який першим у 1940-х роках уважно спостерігав за цією подією.

## Вплив
Маски з формами та іменами, подібними до Мамутона, хоча з ритуалами та маскуваннями, «відкритими» за останні десятиліття, на відміну від масок Мамутона та Ісохадора з Мамояди, чиї витоки губляться в тумані часу і які в живій пам'яті вони ніколи не зупинялися, вони поширені також і за межами Мамояди, зокрема як на значній частині Барбаджі, так і в Ольястрі відбуваються святкування з подібними масками, в різних центрах ці маски називаються Мумуцонес, Мамуцонес, Су Маймулу або Маймонес.
Подібні маски зустрічаються в інших частинах Європи, від Егейського моря до Піренейського півострова, від Альп до Балкан і аж до Скандинавії, особливо в гірських або передгірських районах, і вже засвідчені в пізньому середньовіччі, і це говорить про те. їхнє коріння у дохристиянські часи та контексти.
Серед них див., наприклад:
- Крампус, широко поширений у німецькомовних районах
- Geisselklepfer, швейцарська традиція
- Сильвестерклаус, завжди широко поширений у Швейцарії
- Tschäggättä в Lötschental
- Кукері, Болгарія
- CAPR в Молдові

## Інші проєкти
- Wikimedia Commons [Архівовано 10 серпня 2019 у Wayback Machine.] contiene immagini o altri file su Mamuthones [Архівовано 24 листопада 2015 у Wayback Machine.]